# Temnostoma fumosum
Temnostoma fumosum är en tvåvingeart som beskrevs av Hull 1944. Temnostoma fumosum ingår i släktet tigerblomflugor, och familjen blomflugor. Inga underarter finns listade i Catalogue of Life.